# Amelia (film)
Amelia is een Amerikaans-Canadese film uit 2009 onder regie van Mira Nair. De film handelt over de Amerikaanse luchtvaartpionier Amelia Earhart en is geschreven op basis van de boeken East to the Dawn van Susan Butler en The Sound of Wings van Mary S. Lovell.

## Verhaal
Amelia Earhart is bezeten van vliegen en neemt contact op met promotor George Palmer Putnam die haar meestuurt als eerste vrouw op een vlucht over de Atlantische Oceaan. In 1931 trouwt ze met Putnam en in 1932 is ze ook de eerste vrouw die solo de Atlantische Oceaan oversteekt. In 1935 werd ze de eerste persoon die solo de Stille Oceaan overvloog. Ze maakt kennis met de piloot Gene Vidal en zijn zoon Gore. Na een affaire met Vidal, keert ze toch terug naar Putnam. In 1937 vertrekt ze samen met navigator Fred Noonan vanuit Miami voor wat de eerste vlucht om de wereld zou moeten zijn. Op 2 juli 1937 stijgen ze in Nieuw-Guinea op richting Howland, een klein eiland in de Grote Oceaan. Door een gebrekkige radiocommunicatie slaagt men er niet in haar naar het eiland te loodsen en men verliest het radiocontact met het vliegtuig. Waarschijnlijk stortte het vliegtuig neer in de oceaan door brandstofgebrek maar van het vliegtuig en de inzittenden is nooit meer iets vernomen.

## Rolverdeling
- Hilary Swank - Amelia Earhart
- Richard Gere - George P. Putnam
- Ewan McGregor - Gene Vidal
- Christopher Eccleston - Fred Noonan
- Joe Anderson - Bill Stutz
- William Cuddy -  Gore Vidal
- Mia Wasikowska - Elinor Smith
- Cherry Jones - Eleanor Roosevelt